# Rudolf Rittner

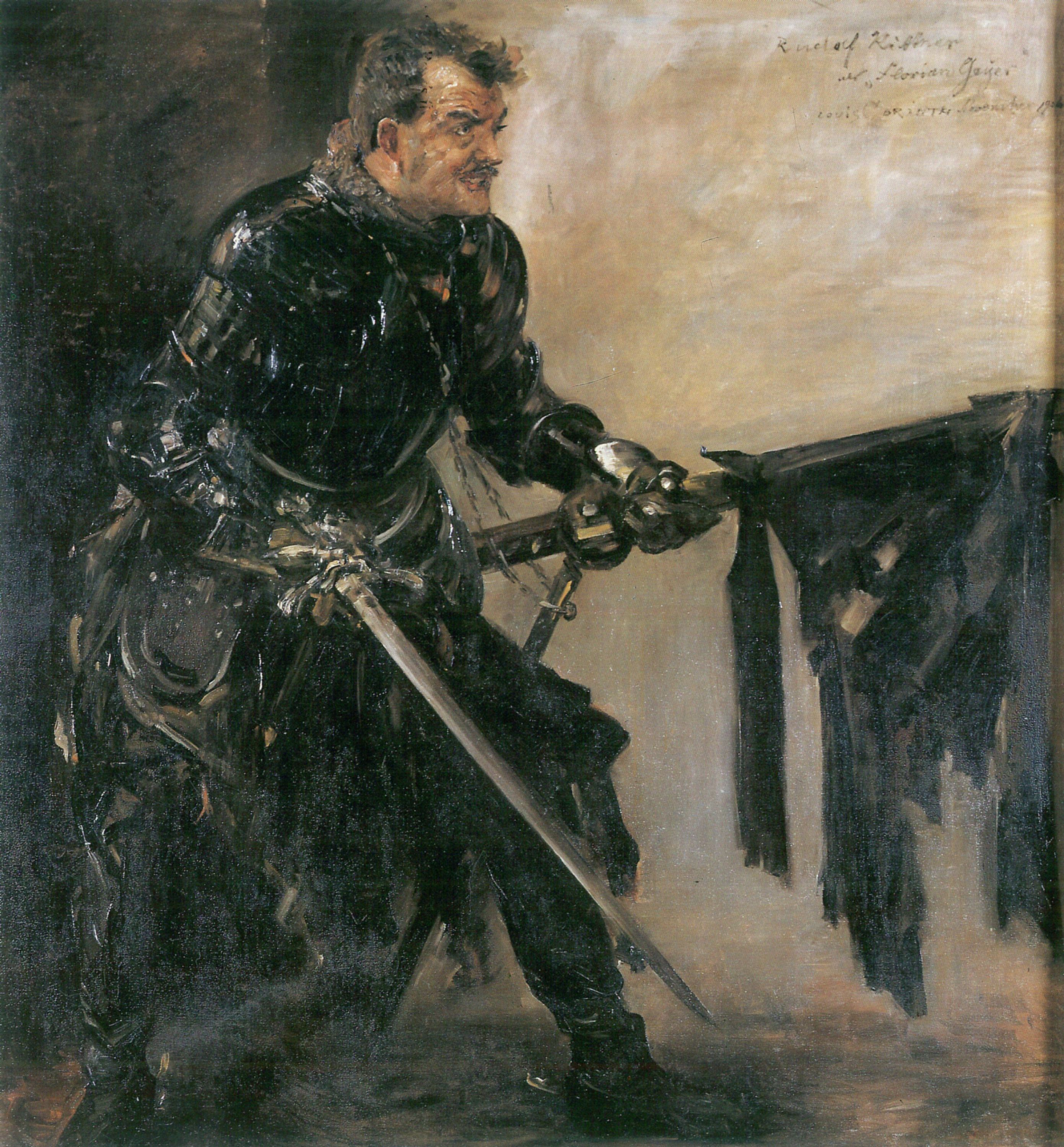
Rudolf Rittner som Florian Geyer. Målning av Lovis Corinth 1906

Rudolf Rittner född 30 juni 1869 i Weissbach, död där 4 februari 1943, var en tysk skådespelare och manusförfattare.
Rittner fick sina stora framgångar i Berlin där han var engagerad vid Deutsches Theater 1894–1904 samt vid Lessingtheater 1904–1907. Förutom rollerna i den tyska repertoaren spelade han stora roller i Shakespeares dramer och han fick en stor framgång som Jean i scenuppsättningen av Strindbergs Fröken Julie.

## Filmografi (i urval)
- 1930 – Väter und Söhne
- 1924 - Nibelungen Del 1. Siegfried Drakdödaren